# Eric Braeden
Eric Braeden (nascido Hans-Jörg Gudegast; 3 de abril de 1941) é um ator estadunidense nascido na Alemanha. Ele é mais conhecido por seus papéis em The Young and the Restless, The Rat Patrol, Colossus: The Forbin Project e Titanic.
Em 1998, Braeden ganhou um Daytime Emmy Award de melhor ator principal em série dramática por The Young and the Restless.